# 大麻精神病
大麻精神病（たいませいしんびょう、cannabis psychosis）とは、他の問題と明確に鑑別されない臨床観察から言われている仮説の障害で、明確に定義されておらず、大麻の使用を中止すると数日以内に治る状態である。診断基準では、世界保健機関の疾病分類 ICD-10 では精神病の用語は用いられず、向精神薬誘発性の大麻による精神病性障害の診断が用意されており、短期的なものとされる。アメリカ精神医学会の DSM-IV の大麻誘発性精神病性障害は、明らかにまれに大量の大麻の使用後に通常は被害妄想が生じ、多くは1日以内におさまるとされる。（不安や強い眠気ではなく）妄想や幻覚が優勢で、その症状が薬物によるものだと本人にとって分からない状態のことで、認識できていれば大麻中毒である。
大麻には、成分としてテトラヒドロカンナビノール (THC) とカンナビジオール (CBD)が含まれ、THCはCBDの有無に関わらず急性の精神病を起こすことはメタアナリシスで示されている。一方でCBDがこの急性の精神病症状に対抗すると考えられていたが、2020年時点で対抗する効果についての4研究は結果が一貫していない。
大麻使用により一時的な精神病症状を呈すことについては強い証拠がある一方で、大麻の使用が精神病（統合失調症）のリスクを増加させているかについては議論があった。しかしながら近年の研究ではベースラインの精神病が無いサンプルに限るなど、因果の逆転を防ぐ研究デザインにおいても大麻が統合失調症のリスクを上昇させることが示唆されている。

## 定義
日本の研究者による1992年の文献調査では、経過も多様であり、大麻との因果関係を確定することは困難で、診断基準や分類も一定せず、大麻精神病という臨床単位 (clinical entity) は確立していない。背景として精神病という伝統的な分類は、不正確な診断をもたらしたため、ICD-10 や DSM-IV のような診断基準によって厳密な区別がなされてきた。

### 世界保健機関
1997年の世界保健機関 (WHO) の報告書は、大麻精神病 (cannabis psychoses) の存在は、臨床観察から言われている仮説の障害であり、大麻の使用を中止すると数日以内に治るもので、明確に定義されておらず、大麻使用者に発生した他の精神病性の問題と統合失調症とが明確に鑑別されていないとしている。
ICD-10（『疾病及び関連保健問題の国際統計分類』第10版）では、「神経症と精神病」の項にて、精神病 (psychosis) の用語が用いられず、妄想や幻覚のような症状を示す精神病性 (Psychotic) の用語で言及されていることに触れている。向精神薬誘発性精神病の項にて、そのような精神病状態は短期的なものであり、誤ってより深刻な統合失調症のような状態が診断されれば、悲惨な影響を与えると注意している。また、高用量の大麻を摂取するなどの知覚の歪みや幻覚の体験は、急性中毒の診断を考慮せよとしている。ICD-10には、精神障害の定義があるため、症状が機能不全を起こしていないものは精神障害ではない。
WHOの依頼により2015年に作成された大麻に関する報告書は、大麻の使用によって一過性の統合失調症のような症状を呈することがあり、1903年にワーノックがこのような誘導を発見したと記している。

### アメリカ精神医学会
古いDSM-III-R（第3版改訂）では、大麻依存と乱用が治療を求めるのはまれだと記載されていた。
『精神障害の診断と統計マニュアル』第4版（DSM-IV）では、物質誘発性精神病性障害の項に由来となった物質名に続いて記す記載手順が示される。大量の大麻の使用後に通常は被害妄想が起きることがあるが、これは明らかにまれであり1日以内に寛解し、2-3日のこともあるとされ、大麻には離脱の診断名が設けられておらず、理由は高用量の使用で生じると言われてはいるが臨床的に著名ではないことである。精神病性症状が4週以上も続く場合には他の理由を考慮せよとしている。大麻の中毒による、現実検討が損なわれていない、光、音、幻視は中毒であり、精神病性障害ではない。DSM-IVには、重症度の診断基準があるため、著しい苦痛や機能の障害を起こしていない場合は除外される。
DSM-5（第5版）では、本人が大麻によって妄想や幻覚が生じていると認識している場合（現実検討できている）、精神病性障害ではなく大麻中毒だと診断される。

## 成分
大麻には、成分としてテトラヒドロカンナビノール (THC) とカンナビジオール (CBD)が含まれる。CBDはTHCによる急性の精神病症状に対抗し、また精神病を発症するリスクを低下させる可能性が考えられている。このためCBD自体は、精神病症状の治療薬としての臨床研究が行われている。
2020年の文献調査では、9研究から、健康な人を対象にTHCが多いほど強い急性の精神病を引き起こすことが判明し、CBDでは4研究でありTHCが誘発した精神病を抑制するかは結果が一貫していなかった。
過去の文献から、大麻精神病とは一般に、大量の大麻が入った飲食物を食べることから生じており、不安、パニック、妄想、離人感を起こすとされていることから、2005年に実験を計画し、1-2週に1回大麻を使用している2人に合成THC（ドロナビノール）を飲ませる実験を行い、3-4時間持続する一時的な精神病反応が起こり、離人感、妄想、現実感喪失の急性症状を起こした。
2019年のメタアナリシスでは、統合失調症にTHCが与える影響を調査した1研究が見つかり、陰性症状が悪化していた。
大麻は品種によって、THC と CBD の含有が異なり、THC が2-25％含まれ CBD が少ない薬用型、 CBD が THC よりも多く THC が0.25％未満である繊維型に分類される。

## 各国での言及
世界保健機関は、2018年に公開された薬物規制条約における大麻の格下げの際の審査用の報告書の中で、急性の大麻中毒は短期的な精神病の状態を生じさせることがあるが、統合失調症の発症につながるかという議論については、議論されたままであり、世界的に大麻使用者の増加にかかわらず統合失調症は増大しておらず、異常を起こす者はもともと遺伝的に弱いのではという異論があるとしている。
日本
厚生労働省所管の公益法人財団法人麻薬・覚せい剤乱用防止センターのウェブサイトである「ダメ。ゼッタイ。」では、以下のように説明している。
『大麻を乱用すると気管支や喉を痛めるほか、免疫力の低下や白血球の減少などの深刻な症状も報告されています。また「大麻精神病」と呼ばれる独特の妄想や異常行動、思考力低下などを引き起こし普通の社会生活を送れなくなるだけではなく犯罪の原因となる場合もあります。また、乱用を止めてもフラッシュバックという後遺症が長期にわたって残るため軽い気持ちで始めたつもりが一生の問題となってしまうのです。社会問題の元凶ともなる大麻について、正確な知識を身に付けてゆきましょう。』
この主張に対して大麻への寛容な政策をもとめる民間団体「カンナビスト」（大麻非犯罪化人権運動）は、2004年、情報公開法に基づく複数の開示請求を厚生労働省に対して行ったが、厚生労働省は行政文書不開示決定通知書を通達、不開示とした理由に「開示請求に係る行政文書を保有していないため」との返答をした。これは後の請求によって、アメリカから輸入した薬物標本の説明書を翻訳し抜粋されたものであることが分かった。
アメリカ
1972年のマリファナ及びドラッグ濫用に関する全国委員会(シャーファー委員会)で「大麻による急性の精神障害で入院しなければならないような例は、アルコールのように顕著なものではない。大麻関連の精神病で特別に長期化するようなものはほとんど見られない。もし、大麻の重度使用が特別な精神障害を引き起こすとしても、極めて稀であるか、あるいは他の原因で起こった急性または慢性の精神病と区別することも極度に難しい」との報告書の内容を認めた。
アメリカ精神医学会は2013年見解声名を行い、少なくとも大麻使用と精神医学的障害との強い関連があるとしている。
イギリス
1968年にイギリス政府の諮問していた委員会が「大麻の喫煙が直接、深刻な身体的危険に関連しているという証拠はない。」というウットン・レポートを発表した。
2002年には薬物乱用諮問委員会 (ACMD) の「大麻の長期使用についての中心課題の一つは、それが心の病、特に精神病のリード役になるかどうかということで（中略）明確な因果関係は実証されなかった。」と報告した。2004年に政府は大麻の危険性と精神障害の関連性は明白でないという薬物乱用諮問協議会の調査結果によって危険性指定をランクBから1段階下げたCに指定した。しかし、大麻の蔓延と精神障害の危険性の懸念する声は消えず、2008年5月に内相のジャッキー・スミスは大麻の薬物指定格を再びBに格上げした。
2012年のイギリス薬物政策委員会（UKDPC）は、大麻の使用によって一時的な精神病症状を呈することにおいては強い証拠がある一方で、20世紀前半の大麻使用率の顕著な増加に比して精神障害は同様に増加しているということもなく、大麻の使用と精神障害との関係については議論の対象であるとし、大麻の使用が精神病のリスクを増加させていないとする研究と、弱い関連がある研究を提示している。

## 研究
団体による報告の形ではなく、複数の研究をまとめたメタアナリシス、その後、個別の研究を取り扱う。
国立精神・神経医療センターの薬物依存研究部の松本俊彦の文献調査によれば、これらの多くの研究は長年の議論にもかかわらずいくつかの説に分かれたままであり一定の結論に至っていない。それは以下である。
1. 大麻原因仮説: 大麻が統合失調症の発症の危険因子となるという説。
2. 自己治療仮説: 既にある精神症状を緩和するために、そうした患者で大麻の使用率が高いという説。
3. 共通脆弱性仮説: 精神病性障害と大麻の使用が同時に起こりやすい人々がいるという説。

統合失調症者が大麻を使用すると重症度が増加したり、再発しやすいという研究結果がある一方で、大麻の使用率が大幅に増えたイギリスでは、統合失調症の数は横ばいか減少であり、大麻が統合失調症を増加させるかについては疑問が残る。（統合失調症を発症する人だけが大麻によって悪影響が出やすいのであれば、統合失調症の患者数は大麻使用が増えても増加しない）

### システマティックレビューとメタアナリシス
2007年のシステマティックレビューは、35研究から、一過性の大麻中毒とは別に、精神病性障害のリスクを高めることが判明したが、縦断研究なので大麻が引き起こしたのかという疑問については、こうした研究では解明できないとした。2008年11月に精神医学イギリスジャーナルで掲載されたシステマティックレビューでは、13件の縦断研究を検証し、交絡因子の調整が不十分であるとして「精神病性障害の原因が大麻とするには信頼性が乏しい」と結論付けた。
2016年のシステマティックレビューでは、7つのコホート研究と症例対照研究を総合し、大麻常用者は精神病の発症リスクが2.9倍と見積もられている。
2016年に行われたメタアナリシスでは、コホート研究と症例対照研究から10研究計66,816人を対象とし、因果関係を確立することはできないが、大麻使用群では非使用群に比べて精神病のリスクが3.59倍と有意に増加すると報告した。またこのリスク増加は用量依存性だった。同時に、大麻使用群は非使用群に比べて統合失調症および精神病性障害の発症リスクが5.07倍と有意に増加することが示された。
2020年のシステマティックレビューでは、ランダム化比較試験やコホート研究などを対象とした36研究から、精神病ハイリスク群の精神病への移行は大麻を使用した場合1.1倍であり、統計的に有意な差ではなかった。
また2019年に行われた3,040人を対象としたメタアナリシスでは、大麻使用により生じた精神病を有する患者の34%が統合失調症を発症しており、ほかの薬物より多かったと示された。

### ビッグデータを用いた研究
デンマークの全国民718万6834人を対象としたビッグデータを用いたコホート研究では、統合失調症の発症における大麻の寄与割合が1995年の2%から2010年にかけて6-8%に増加したことが示された。これは時系列データを用いた研究であり、完全な因果関係の証明とは言えないが、少なくとも一定の因果を示すエビデンスであると記載されている。
アメリカのNESARC（4万3093人）とNESARC-III（3万6309人）を用いた研究では、非医療大麻を頻繁あるいは日常的に使用する群において精神病性障害の罹患率上昇が見られた。
カナダで行われた研究では、9 84万4 497人の救急外来受診者のうち、大麻を使用した人は受診時における精神病症状の有無に関わらず統合失調症の発症リスクが上昇することが示された（精神病症状が既にある場合：241.6倍；ない場合：14.3倍）。この傾向は特に若年男性において顕著だった。本研究結果はJAMA Psychiatryに掲載された。

### 文献研究
2004年の文献のレビューでは、精神病症状に対する自己治療の仮説が唱えられてきたが、いくつかの前向き研究ではまた（他の薬物や既存の精神病の兆候などの）交絡因子を調整したうえで、大麻摂取量と精神病発症リスクは正の関連が見られた。ただし大麻が統合失調症、気分障害、不安障害など幅広い障害のリスクファクターとなり得ることを鑑みると診断特異性は低いとしている。

### 個別の追跡研究
2002年の『ニュー・サイエンティスト』の記事は、統合失調症患者の13%が大麻精神病と推定している論文を紹介した。イギリスのある精神科集中治療室では115人中、大麻乱用によるものが7割を占めており、特に統合失調症を重症にしていたことを報告した。

### その他の論
イギリスでの大麻精神病による入院は、大麻の法的規制がクラスCに格下げされた2004年から2009年の間には、その前後と比較して減少していたため、薬物の使用以外の要因が関与していたとの仮説を説明した
高用量の大麻を長期にわたって手に入れやすい国では、顕著な精神病症状を示す患者が見られると述べる精神科医がいる。